# Westerholz
Westerholz (tiếng Đan Mạch: Vesterholt) là một đô thị thuộc huyện Schleswig-Flensburg, trong bang Schleswig-Holstein, nước Đức. Đô thị Westerholz có diện tích 14,74 km², dân số thời điểm 31 tháng 12 năm 2006 là 758 người.